# The Spirit Awakened
The Spirit Awakened er en amerikansk stumfilm fra 1912 af D. W. Griffith.

## Medvirkende
- Blanche Sweet
- W. Chrystie Miller
- Kate Bruce
- Edward Dillon
- Alfred Paget